# Viktor Madarász
Madarász Viktor (Štítnik, 14 de desembre del 1840 - Budapest, 10 de gener del 1917) fou un pintor romàntic hongarès. Milità com soldat ras i després tinent a la guerra de la independència contra els Ausburg (1848-1849), després de la qual va viure en l'exili i estudià pintura a l'Acadèmia de Viena primer (1853-1855) i amb Léon Cogniet a París després, a partir de 1856.
És considerat un dels màxims exponents de la pintura romàntica europea. Les seves obres estan íntimament relacionades amb el procés d'independència hongarès, per bé que la majoria foren pintades durant la seva estada a París i mostren la influència del romanticisme francès. Cap al darrer quart del segle xix va tornar a Hongria, però les seves pintures no tingueren tan bona recepció en tant que el públic hongarès estava més habituat a l'estètica romàntica vienesa que a la francesa.

## El dol de László Hunyadi
Aquesta pintura, un oli sobre tela datat l'any 1859, és una de les obres més conegudes de Madarász, i mostra la vetlla de László Hunyadi, fill de János Hunyadi que fou condemnat a mort per Vladislav V, que llavors servia a interessos estrangers. La pintura de Madarász mostra el moment de la vetlla d'Hunyadi: al costat del cos cobert amb un sudari blanc s'hi identifiquen la seva mare i la seva promesa, Erzsébet Szilágyi i Mária Gara, respectivament, amb gestos de profund dolor per la pèrdua d'Hunyadi. La llum que es filtra per la finestra de la capella, unida a la llum de les espelmes, reforça el sentiment de tristesa i dramatisme de l'obra, una pintura que va esdevenir un símbol del dol nacional per la repressió de la Revolució Hongaresa de 1848-1849. L'obra fou premiada amb la medalla d'or del Saló de París de 1860.